# Bieuxy
Bieuxy település Franciaországban, Aisne megyében. Lakosainak száma 34 fő (2022. január 1.). Bieuxy Bagneux, Cuisy-en-Almont, Épagny, Juvigny, Tartiers és Vauxrezis községekkel határos.

## Népesség
A település népességének változása:
| Lakosok száma | 28   | 26   | 21   | 25   | 30   | 29   | 30   | 34   | 34   | 34   |
|               | 1968 | 1982 | 1990 | 2006 | 2013 | 2015 | 2017 | 2019 | 2020 | 2022 |